# نيج بوتوكار
نيج بوتوكار (بالسلوفينية: Nejc Potokar)‏ (2 ديسمبر 1988 بزاغري أب سافي في سلوفينيا - ) هو لاعب كرة قدم سلوفيني في مركز الدفاع. لعب مع أيل ليماسول ونادي ماريبور وSC Bonifika ‏ وNK Zagorje ‏ ونادي بهانغ ‏ ونادي سلافن بيلوبو وتريغلاف كران ‏ ونادي أنتر زابرشيتش.

## روابط خارجية
- نيج بوتوكار على موقع قاعدة بيانات كرة القدم.إي يو (الإنجليزية)
- نيج بوتوكار على موقع Soccerway.com (الإنجليزية)
- نيج بوتوكار على موقع AS.com (الإسبانية)